# Mackaya
Mackaya là chi thực vật có hoa trong họ Acanthaceae.

## Danh sách loài
- Mackaya bella
- Mackaya indica

### Chưa dung giải
- Mackaya atroviridis: Có lẽ là đồng nghĩa của Asystasiella atroviridis.
- Mackaya macrocarpa: Có lẽ là đồng nghĩa của Asystasia macrocarpa.
- Mackaya neesiana: = Ruellia neesiana?
- Mackaya populifolia: Có lẽ là đồng nghĩa của Erythropalum scandens.

## Hình ảnh

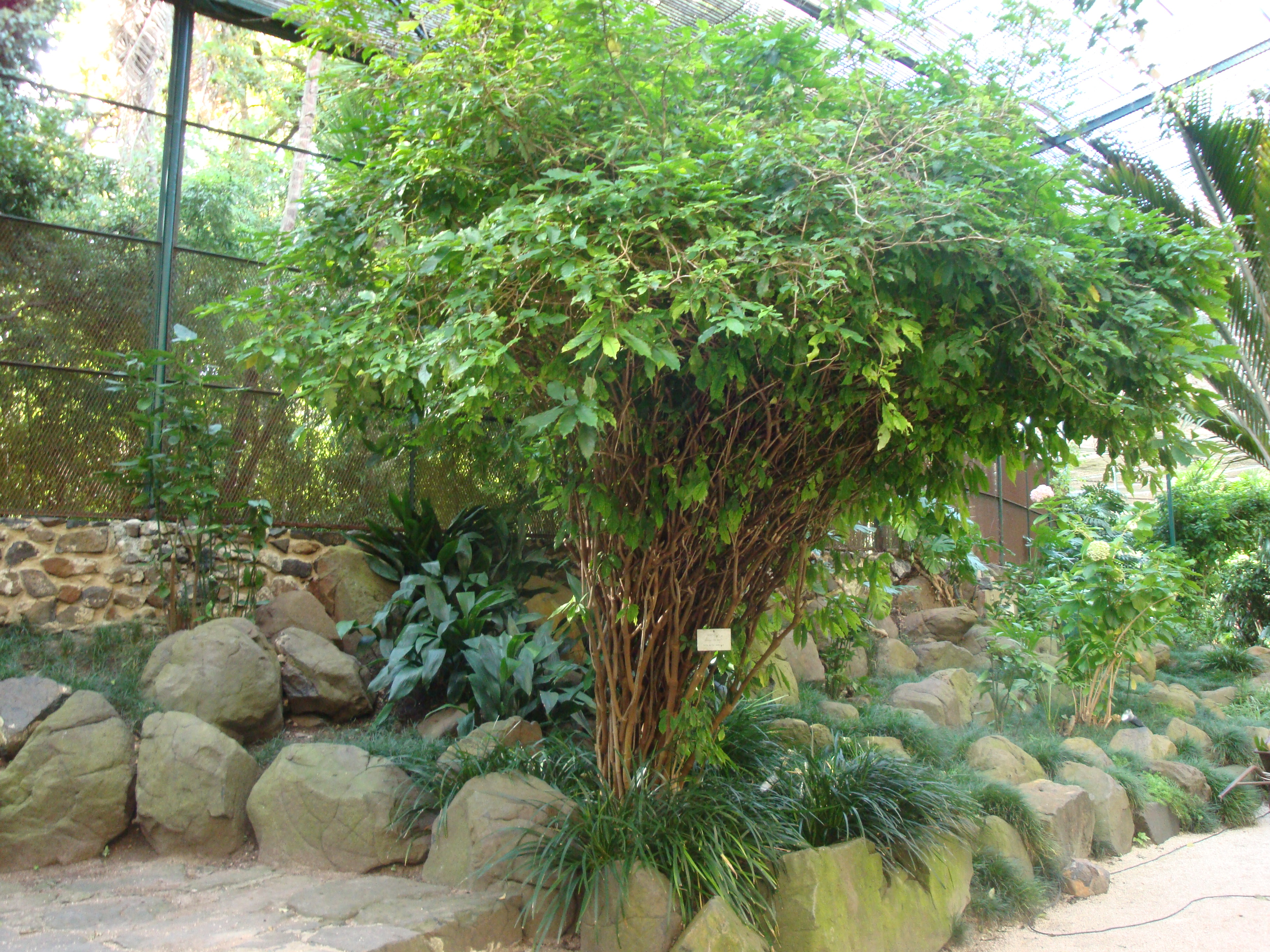

### Đồng nghĩa
- Mackaya tapingensis = Eranthemum tapingense.